# Schlumbergera × epricae
A Schlumbergera × epricae a Schlumbergera truncata és a Schlumbergera russelliana fajok mesterségesen létrehozott hibridje.